# Michael Meisenberg
Michael Meisenberg (* 31. Oktober 1944 in Bad Wiessee; † 29. Juli 2020 in München) war ein deutscher Jurist. Von 2002 bis 2009 war er Präsident des Oberlandesgerichts Bamberg.

## Leben
Meisenberg nahm nach dem Besuch der Oberrealschule München-Pasing an der Ludwig-Maximilians-Universität in München ein Studium der Rechtswissenschaften auf. Nach dem Ersten Staatsexamen 1968 absolvierte er sein Referendariat als wissenschaftlicher Assistent am Lehrstuhl für Strafrecht, Strafprozessrecht und Kriminologie an der Universität Regensburg. 1972 legte er sein Zweites Staatsexamen ab und trat am 1. Oktober 1972 in den Dienst der Strafrechtsabteilung des Bayerischen Staatsministeriums der Justiz ein. Im Frühjahr 1974 wechselte er als Staatsanwalt an die Staatsanwaltschaft München I, wurde aber bereits im Januar 1975 an die Bayerische Landesvertretung in Bonn delegiert. Im Oktober 1976 holte ihn der Bayerische Justizminister Karl Hillermeier als persönlichen Referenten wieder nach München.
Von November 1979 bis April 1981 diente Meisenberg als Richter am Landgericht München I und wechselte dann im Rang eines Regierungsdirektors (ab 1. Juli 1982 eines Ministerialrats) wieder in die Strafrechtsabteilung des Bayerischen Justizministeriums. Vom 1. Oktober 1984 bis 30. September 1985 war er am Oberlandesgericht München wieder als Richter tätig, anschließend erneut im Justizministerium, zunächst als Personalreferent, ab 1. Oktober 1991 als Leiter der Personalabteilung. Von August 2002 bis Dezember 2009 war er Präsident des Oberlandesgerichtes Bamberg.
Meisenberg war seit ihrer Gründung im Jahr 2003 Vorsitzender der Juristischen Gesellschaft für Ober- und Unterfranken. 

## Ehrungen und Auszeichnungen
- 2007: Bayerischer Verdienstorden

## Quelle
- Präsident des Oberlandesgerichts Bamberg Meisenberg tritt in den Ruhestand; Pressemitteilung 25/09 des Oberlandesgerichts Bamberg, 28. Oktober 2009.
- Michael Meisenberg. Vita. (Seite nicht mehr abrufbar, festgestellt im November 2018. Suche in Webarchiven); in: Arbeitspapiere der Willy-Aron-Gesellschaft Bamberg e. V., Ausgabe 7/2006, S. 11.